# Pekachia
Pekachia (o Pecachia o Pekahiah; ... – 737 a.C.) fu re di Israele per due anni, dal 738 a.C. al 737 a.C., succedendo a Menachem, suo padre
La Bibbia narra del suo regno in 2 Re 15,23-26, riferendo che fu ucciso dal suo scudiero Pekach, che divenne re al suo posto.